# 86e cérémonie des National Board of Review Awards
La 86e cérémonie des National Board of Review Awards (NBR Awards), décernés par le National Board of Review, a eu lieu le 2 décembre 2014, et a récompensé les films réalisés dans l'année,.

## Classements 2014 du National Board of Review
Classement par ordre alphabétique.

### Top 10 films
- A Most Violent Year
- American Sniper
- Birdman
- Boyhood
- Fury
- Gone Girl
- The Imitation Game
- Inherent Vice
- Invincible (Unbroken)
- La Grande Aventure Lego (The Lego Movie)
- Night Call (Nightcrawler)

### Top films étrangers
- Deux jours, une nuit  Belgique
- Force majeure (Turist)  Suède
- Gett, le procès de Viviane Amsalem (גט - המשפט של ויויאן אמסלם)  Israël
- Léviathan (Левиафан)  Russie
- We Are the Best! (Vi är bäst!)  Suède

### Top films documentaires
- Art and Craft
- Jodorowsky's Dune
- Keep On Keepin' On
- The Kill Team
- Last Days in Vietnam

### Top films indépendants
- Blue Ruin
- Locke
- Un homme très recherché (A Most Wanted Man)
- Mr. Turner
- Obvious Child
- Les Poings contre les murs (Starred Up)
- The Skeleton Twins
- Snowpiercer, le Transperceneige (Snowpiercer)
- Stand Clear of the Closing Doors
- Still Alice

## Palmarès
- Meilleur film :
  - A Most Violent Year

- Meilleur réalisateur :
  - Clint Eastwood pour American Sniper

- Meilleur acteur : (ex æquo)
  - Oscar Isaac pour le rôle d'Abel Morales dans A Most Violent Year
  - Michael Keaton pour le rôle de Riggan Thomson dans Birdman

- Meilleure actrice :
  - Julianne Moore pour le rôle d'Alice  dans Still Alice

- Meilleur acteur dans un second rôle :
  - Edward Norton pour le rôle de Mike Shiner dans Birdman

- Meilleure actrice dans un second rôle :
  - Jessica Chastain pour le rôle d'Anna Morales dans A Most Violent Year

- Meilleur espoir :
  - Jack O'Connell pour le rôle d'Eric Love dans Les Poings contre les murs (Starred Up) et de Louis Zamperini dans Invincible (Unbroken)

- Meilleure distribution :
  - Fury

- Meilleur premier film :
  - Gillian Robespierre pour Obvious Child

- Meilleur scénario original :
  - La Grande Aventure Lego (The Lego Movie) – Phil Lord et Chris Miller

- Meilleur scénario adapté :
  - Inherent Vice – Paul Thomas Anderson

- Meilleur film en langue étrangère :
  - Les Nouveaux Sauvages (Relatos salvajes)  Argentine  Espagne

- Meilleur film d'animation :
  - Dragons 2 (How to Train Your Dragon 2)

- Meilleur film documentaire :
  - Life Itself

- Spotlight Award :
  - Chris Rock pour son écriture, sa réalisation et son interprétation dans Top Five

- William K. Everson Film History Award :
  - Scott Eyman

- NBR Freedom of Expression :
  - Rosewater
  - Selma